# Shahr-e Jadīd-e Hashtgerd
Shahr-e Jadīd-e Hashtgerd (persiska: شهر جدید هشتگرد) är en ort i Iran.   Den ligger i provinsen Alborz, i den norra delen av landet, 70 km nordväst om huvudstaden Teheran. Shahr-e Jadīd-e Hashtgerd ligger 1 521 meter över havet och antalet invånare är 15 619.
Terrängen runt Shahr-e Jadīd-e Hashtgerd är varierad.Runt Shahr-e Jadīd-e Hashtgerd är det ganska tätbefolkat, med 86 invånare per kvadratkilometer. Närmaste större samhälle är Naz̧arābād, 13,1 km väster om Shahr-e Jadīd-e Hashtgerd. Trakten runt Shahr-e Jadīd-e Hashtgerd består i huvudsak av gräsmarker.